# Ordine di Santa Caterina la Grande Martire
L'ordine di Santa Caterina Martire (in russo О́рден Свято́й великому́ченицы Екатери́ны?, Orden Svjatoj Velkomučenicy Ekateriny) è un ordine cavalleresco della Federazione Russa. È stato fondato il 3 maggio 2012 ed è stato assegnato per la prima volta lo stesso giorno.

## Assegnazione
L'Ordine viene assegnato per lo straordinario contributo al mantenimento della pace, delle attività umanitarie e caritatevoli e della conservazione del patrimonio culturale.

## Insegne
- Il nastro è rosso scarlatto bordato a tratti in bianco.

## Insigniti
1. Ilina Dmitrievna Liudmila (Nikolai) (3 maggio 2013) - Badessa del monastero di San Nicola a Malojaroslavec nella diocesi di Kaluga della Chiesa ortodossa russa
2. Nina Nikitichna Perekhozhie (3 maggio 2013) - Medico dell'Ospedale regionale n. 2 nell'oblast' di Lipeck
3. Eduard von Falz-Fein (30 settembre 2012) - Filantropo
4. Natalia Vasilievna Sarganova (11 febbraio 2013) - Genitore adottivo di Tula
5. Naina Iosifovna Yeltsina (14 marzo 2017) - Già consorte del presidente della Federazione Russa
6. Natalia Dmitrievna Solzhenitsyna (17 luglio 2019) - Presidente del fondo di beneficenza "Aleksandr Solženicyn"
7. Alexandra Ilyinichna Tretiak (Varvara) (3 marzo 2022) - Badessa del monastero della Presentazione di Maria al Tempio nella diocesi di Yaroslavl della Chiesa ortodossa russa